# Organisme multicellulaire

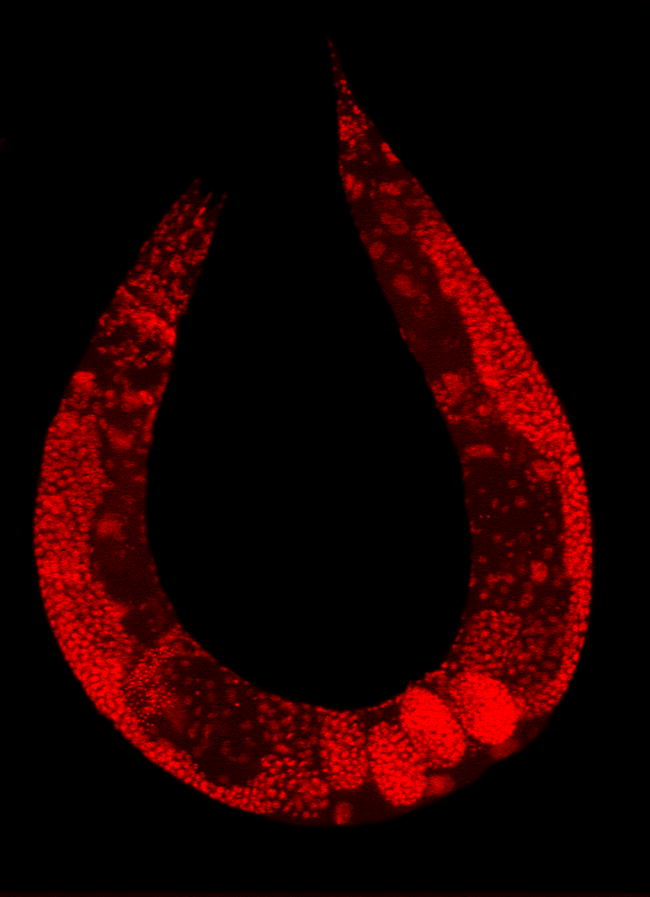
Microscopie à fluorescence d'un nématode (Caenorhabditis elegans), organisme modèle multicellulaire.

Un organisme multicellulaire (ou pluricellulaire) est un organisme vivant composé de plusieurs cellules, différenciées ou non, en contact. Les organismes qui peuvent être vus à l'œil nu sont habituellement multicellulaires, mais certains organismes unicellulaires, notamment des myxomycètes, sont également visibles sans utiliser de microscope.
Un groupe de cellules semblables qui assurent une fonction au sein d'un organisme multicellulaire est appelé tissu.

## Histoire évolutive
Jusqu'en 2010, le plus ancien organisme multicellulaire connu était une algue rouge appelée Bangiomorpha pubescens ; elle a été trouvée fossilisée dans des roches de la période géologique de l'Ectasien datant de 1,2 milliard d'années, dans l'ère Mésoprotérozoïque,.
Toutefois, un  groupe fossile d'organismes multicellulaires a été découvert en 2010 dans des sédiments gabonais, repoussant l'apparition des premiers organismes multicellulaires à plus de 2,1 milliards d'années ; en 2014, le CNRS a définitivement confirmé cette estimation.
On met en évidence en biologie du développement que pour pouvoir se reproduire, les organismes multicellulaires ont eu à résoudre les problèmes de la production de cellules germinales (comme les spermatozoïdes ou les ovocytes) et de la régénération d'un organisme complet à partir de celles-ci. Ceci amène à penser que c'est le développement, pendant l'Ectasien, de la reproduction sexuée chez les organismes unicellulaires qui a permis l'apparition d'organismes multicellulaires.
Les organismes multicellulaires sont exposés au risque du cancer, qui correspond à une défaillance des mécanismes de régulation régissant la multiplication des cellules.
Le Myxozoa, le Volvox, le Dictyostelium discoideum seraient parmi les plus simples êtres vivants multicellulaires actuels[réf. nécessaire].